# تپه بدابورجی
تپه بدابورجی مربوط به سده‌های میانی دوران‌های تاریخی پس از اسلام است و در شهرستان ماه نشان، بخش انگوران، دهستان انگوران، روستای حلب، ۱ کیلومتری شمال غرب روستای حلب واقع شده و این اثر در تاریخ ۲۵ آبان ۱۳۸۷ با شمارهٔ ثبت ۲۳۸۳۶ به‌عنوان یکی از آثار ملی ایران به ثبت رسیده است.